# Hidalgo (Nuevo León)
Hidalgo es una localidad del estado mexicano de Nuevo León. Es cabecera del municipio de Hidalgo.

## Demografía
| Censo | Población |
| ----- | --------- |
| 1900  | 932       |
| 1910  | 1 876     |
| 1921  | 1 578     |
| 1930  | 2 346     |
| 1940  | 1 783     |
| 1950  | 2 785     |
| 1960  | 3 438     |
| 1970  | 6 906     |
| 1980  | 10 545    |
| 1990  | 11 476    |
| 1995  | 13 456    |
| 2000  | 14 159    |
| 2005  | 15 392    |
| 2010  | 16 524    |
| 2020  | 16 057    |